# Aljucén
Aljucén este un oraș din Spania, situat în provincia Badajoz din comunitatea autonomă Extremadura. Are o populație de 241 de locuitori (2007).